# Mercury-Atlas 10
Mercury-Atlas 10 (MA-10) est une mission spatiale habitée du programme Mercury.
Prévue en 1963 pour trois jours avec comme pilote l'astronaute Alan Shepard et comme back-up, Gordon Cooper, elle est annulée après la réussite de la mission Mercury-Atlas 9 (MA-9), afin de permettre à la National Aeronautics and Space Administration (NASA) de concentrer ses efforts sur le programme Gemini. 
La capsule, baptisée Freedom 7 II, est conservée.

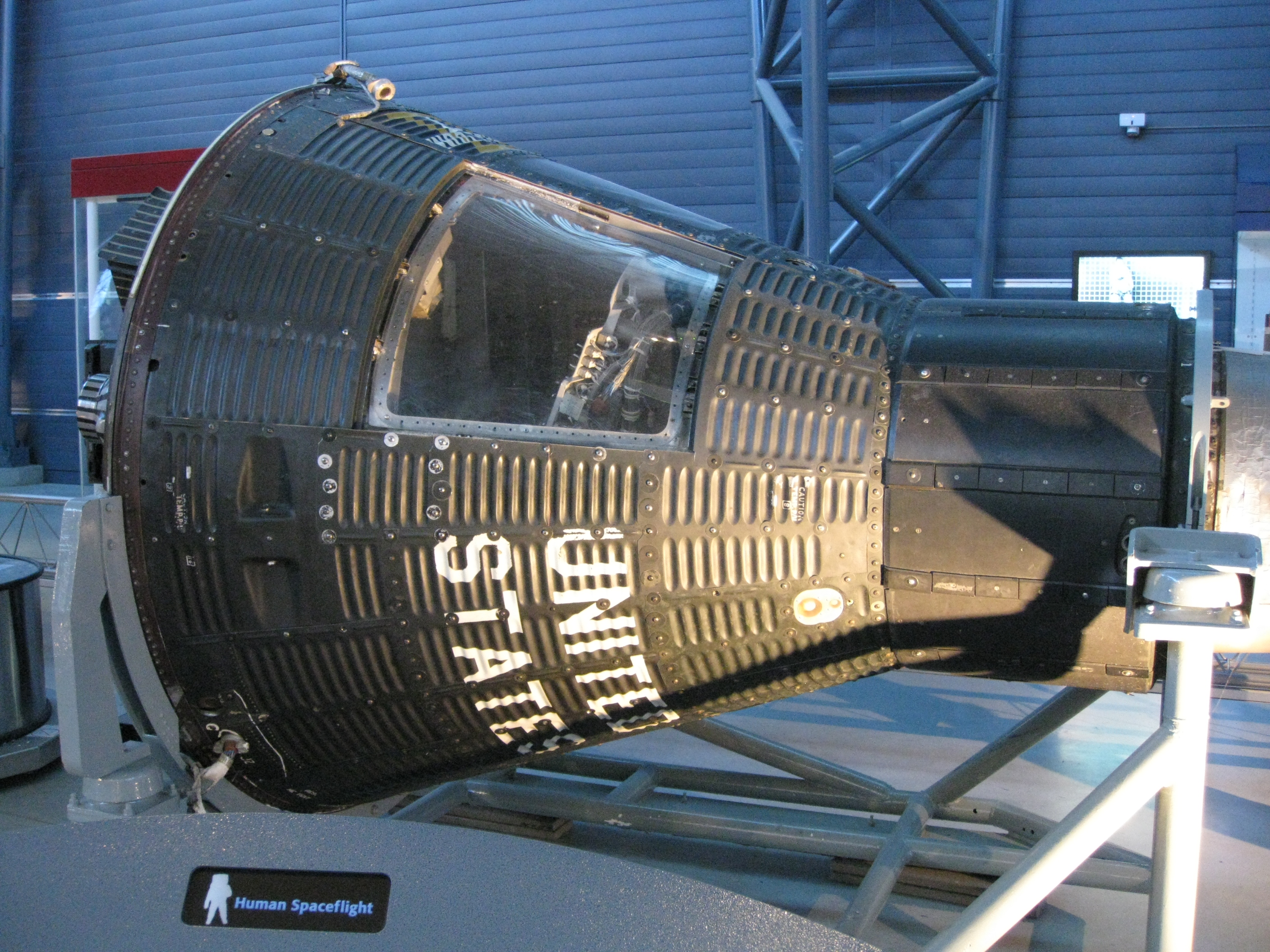
La capsule Freedom 7 II pour Alan Shepard.